# NGC 3156
NGC 3156 is een lensvormig sterrenstelsel in het sterrenbeeld Sextant. Het hemelobject werd op 13 december 1784 ontdekt door de Duits-Britse astronoom William Herschel.

## Synoniemen
- UGC 5503
- MCG 1-26-19
- ZWG 36.57
- PGC 29730